# (3464) Owensby
(3464) Owensby est un astéroïde de la ceinture principale.

## Description
(3464) Owensby est un astéroïde de la ceinture principale. Il fut découvert le 16 janvier 1983 à la station Anderson Mesa par Edward L. G. Bowell. Il présente une orbite caractérisée par un demi-grand axe de 2,24 UA, une excentricité de 0,04 et une inclinaison de 6,8° par rapport à l'écliptique.

## Compléments